# Wiktor Jakowlewitsch Potapow
Wiktor Jakowlewitsch Potapow (russisch Виктор Яковлевич Потапов; * 29. März 1947 in Dolgoprudny; † 10. Dezember 2017 ebenda) war ein sowjetischer Segler.

## Erfolge
Wiktor Potapow nahm dreimal an Olympischen Spielen teil. Bei seiner ersten Teilnahme 1972 startete er bei der olympischen Segelregatta im Olympiazentrum Schilksee in Kiel in der Bootsklasse Finn-Dinghy und beendete diese auf dem dritten Platz. Er gewann hinter Serge Maury und Ilias Chatzipavlis die Bronzemedaille. Vier Jahre darauf trat er mit seinem Bruder Alexander Potapow in der 470er Jolle an und verpasste als Vierter knapp einen weiteren Medaillengewinn. Sie erzielten die Gesamtpunktzahl von 57 Punkten und waren damit punktgleich mit dem australischen Boot, dem jedoch ein erster Platz in der sechsten Wettfahrt gelungen war. Den Potapow-Brüdern gelangen lediglich zwei zweite Plätze, sodass sie hinter Ian Ruff und Ian Brown klassifiziert wurden. Bei den Olympischen Spielen 1980 in Moskau wurde er im Tornado mit Alexander Sybin abermals Vierter. Mit Sybin gelang ihm dafür im Tornado sowohl 1978 in Weymouth als auch 1980 in Auckland der Titelgewinn bei den Weltmeisterschaften.
2017 kam er bei einem Verkehrsunfall in seiner Geburtsstadt Dolgoprudny ums Leben.